# Španska renesansa
Renesansa je prispela na Iberski polotok preko sredozemske posesti Aragonske krone in mesta Valencia. Veliko zgodnjih španskih renesančnih pisateljev prihaja iz aragonskega kraljestva, tudi Ausiàs March in Joanot Martorell. V kraljevini Kastilija je na zgodnjo renesanso močno vplival italijanski humanizem, začenši s pisatelji in pesniki, kot je Íñigo López de Mendoza, ki je v začetku 15. stoletja v Španijo uvedel novo italijansko poezijo. Drugi pisci, kot so Jorge Manrique, Fernando de Rojas, Juan del Encina, Juan Boscán Almogáver in Garcilaso de la Vega, so zelo podobni italijanskemu kanonu. Cervantesova mojstrovina Don Kihot, je opisana kot prvi zahodni roman. Renesančni humanizem je cvetel v začetku 16. stoletja z vplivnimi pisci, kot so filozof Juan Luis Vives, slovničar Antonio de Nebrija in naravoslovec Pedro de Mexía.
Kasneje je španska renesansa težila k religioznim temam in misticizmu, s pesniki, kot so Fray Luis de León, Terezija Avilska in Janez od Križa, in obravnavala vprašanja, povezana z raziskovanjem Novega sveta, s kronisti in pisatelji, kot sta Inka Garcilaso de la Vega in Bartolomé de Las Casas, ki sta ustvarila delo, zdaj znano kot Španska renesančna literatura. Pozna renesansa v Španiji je ustvarjala umetnike, kot je El Greco in skladatelje, kot sta Tomás Luis de Victoria in Antonio de Cabezón.